# Goes (escarabajo)
Goes es un género de escarabajos longicornios.

## Especies
- Goes debilis LeConte, 1852
- Goes fisheri Dillon & Dillon, 1941
- Goes novus Fall, 1928
- Goes pulcher (Haldeman, 1847)
- Goes pulverulentus (Haldeman, 1847)
- Goes tesselatus (Haldeman, 1847)
- Goes tigrinus (DeGeer, 1775)
- Goes tumifrons Linsley & Chemsak, 1984
- Goes variegatus Linsley & Chemsak, 1984